# PPF Group
PPF Group N.V. è una società privata ceco-olandese di investimenti che opera come holding attiva in diversi settori tra cui l'industria automobilistica, la biotecnologia, la finanza, i media e le telecomunicazioni. Opera prevalentemente in Europa, America settentrionale e Asia.

## Storia
Nel settembre 1991 Petr Kellner, laureato all'Università di Economia di Praga, ha fondato la società První privatizační fond (primo fondo di privatizzazione) con sede a Teplice. La società ha partecipato attivamente al processo di privatizzazione in Repubblica Ceca.
Nell'ottobre 1993 il PPF ha creato altri due fondi di investimento per il secondo turno del processo di privatizzazione. Nell'agosto 1994 è stata effettuata la fusione dei tre fondi in uno solo e nel giugno 1996 questo è stato trasformato nella holding PPF s.p.a.
Nel 1996 PPF ha acquistato sul mercato il 20% delle azioni di Česká pojišťovna(la più grande compagnia assicuratrice del paese) e così ha ottenuto un posto nel Consiglio di Sorveglianza della società. PPF ha poi continuato ad aumentare la sua influenza nella Česká pojišťovna fino a diventarne nel 2001 il maggiore azionista grazie anche all'acquisto dell'ultima quota in mano allo Stato. Nel 2008 PPF insieme alla compagnia italiana Assicurazioni Generali ha creato una joint-venture in cui entrambe le compagnie hanno fatto confluire le proprie attività assicurative dell'Europa Centrorientale.
Nel 2011 il gruppo PPF è arrivato a possedere attività per un valore pari a 12,4 miliardi di euro che spaziano dal settore bancario, a quello delle assicurazioni, degli investimenti immobiliari, dell'agricoltura, del settore minerario, fino alla più grande catena russa di negozi di elettronica. PPF svolge la sua attività nei paesi dell'Europa Centrale e dell'Est e attraverso la Russia arriva fino all'Asia.

## Struttura
La sede gestionale del gruppo PPF si trova nei Paesi Bassi. La più importante società del gruppo è la PPF Group N.V. con sede ad Amsterdam, la quale prende le principali decisioni strategiche per tutto il gruppo. Questa società possiede il 100% della società Home Credit B.V. (holding del gruppo Home Credit che si occupa del credito al consumo per l'Europa centrorientale) e il 100% della società Home Credit Asia N.V. (holding che raggruppa le attività di credito al consumo per l'Asia).
Il PPF Group N.V. è anche  azionista al 100% della società PPF Real Estate Holding B.V., che è specializzata negli investimenti immobiliari, ed è poi azionista di maggioranza di PPF Banca s.p.a  e PPF s.p.a, la società di consulenza per tutto il gruppo. PPF Group N.V controlla anche il 72,5% di PPF Partners Limited, società gestionale del gruppo PPF Partners, che è una struttura di private equity, la cui attività è focalizzata sugli investimenti nell'Europa Centrorientale e nei paesi dell'ex-Unione Sovietica.